# صومعه فرشتگان مقرب مقدس
صومعه فرشتگان مقرب مقدس (ارمنی: Սուրբ Հրեշտակապետաց վանք؛ سورب هرِشتاکاپتاتس وانک) یک صومعه متعلق به کلیسای حواری ارمنی واقع در شهر گارناور، شهرستان شمکر جمهوری آذربایجان می‌باشد. ساخت و ساز این ساختمان در سال میلادی؛ به پایان رسید. این بنا به سبک معماری ارمنی طراحی شده است.